# Elezioni parlamentari in Albania del 2017
Le elezioni parlamentari in Albania del 2017 si sono tenute il 25 giugno per il rinnovo dei 140 deputati dell'unica camera legislativa.

## Contesto

### Quadro politico
Diversamente dalle occasioni precedenti, i partiti politici si sono presentati alle elezioni senza la creazione di grandi coalizioni: il PS di Edi Rama decise di affrontare da solo le elezioni dopo la rottura con gli alleati al governo, l'LSI di Vasili , mentre il PD di Basha, dopo una iniziale posizione di boicottaggio, s'iscrisse alle elezioni dopo il termine di presentazione per le coalizioni. Così, nelle file del PD entrarono i capi di diversi partiti, alleati datati (Partito Repubblicano, Partito Agrario Ambientalista) e nuovi (Partito Democristiano e PBDNJ, il partito della minoranza greca di Vangjel Dule). Anche se la loro presenza non attirò i voti sperati, gli alleati soprascritti entrarono in Parlamento, ad eccezione di Agron Duka del PAA, rimasto fuori dopo il declino del PD a Durazzo.

### Sistema elettorale
I 140 membri del Parlamento albanese sono stati eletti in 12 collegi plurinominali, corrispondenti alle 12 regioni del paese. All'interno dei collegi, i seggi sono stati assegnati tramite sistema proporzionale a lista chiusa, con una soglia di sbarramento del 3% per le liste.
I seggi sono stati allocati alle liste tramite il metodo d'Hondt.
I 12 collegi plurinominali sono i seguenti:
| #  | Collegio     | Popolazione al 2016 | Seggi da eleggere |
| -- | ------------ | ------------------- | ----------------- |
| 1  | Berat        | 139.815             | 7                 |
| 2  | Dibër        | 134.153             | 6                 |
| 3  | Durazzo      | 278.775             | 14                |
| 4  | Elbasan      | 298.913             | 14                |
| 5  | Fier         | 312.448             | 16                |
| 6  | Argirocastro | 70.331              | 5                 |
| 7  | Coriza       | 221.706             | 11                |
| 8  | Kukës        | 84.035              | 3                 |
| 9  | Alessio      | 135.613             | 7                 |
| 10 | Scutari      | 215.483             | 11                |
| 11 | Tirana       | 811.649             | 34                |
| 12 | Valona       | 183.105             | 12                |

### Sondaggi
| Casa sondaggistica | Date              | Campione | PD     | PS     | LSI   | PDIU | Libra | Altri | Vantaggio |
| ------------------ | ----------------- | -------- | ------ | ------ | ----- | ---- | ----- | ----- | --------- |
| Exit poll          | 25 giugno 2017    | 30-34%   | 45-49% | 11-15% | 3-5%  | -    | -     | -     | 15%       |
| IPR + Ora News     | 7 giugno 2017     | 800      | 37%    | 45%    | 13%   | 1.5% | 2%    | 0.3%  | 8%        |
| Piepoli            | 6 giugno 2017     | 800      | 28-32% | 48-52% | 9-13% | 1-2% | 1-3%  | 1-3%  | 20%       |
| IPR + Ora News     | 29–30 maggio 2017 | 2,002    | 36%    | 43%    | 12%   | 1.8% | 2.3%  | 4,9%  | 7%        |

## Risultati

Distribuzione dei seggi

| Liste                                                                                         | Voti      | %     | Seggi |
| --------------------------------------------------------------------------------------------- | --------- | ----- | ----- |
| Partito Socialista d'Albania (Partia Socialiste e Shqipërisë)                                 | 764 750   | 48,34 | 74    |
| Partito Democratico d'Albania (Partia Demokratike)                                            | 456 413   | 28,85 | 43    |
| Movimento Socialista per l'Integrazione (Levizja Socialiste per Integrim)                     | 225 901   | 14,28 | 19    |
| Partito per la Giustizia, l'Integrazione e l'Unità (Partia per Drejtesi, Integrim dhe Unitet) | 76 069    | 4,81  | 3     |
| Partito Libra                                                                                 | 19 806    | 1,25  | –     |
| Partito Socialdemocratico d'Albania (Partia Socialdemokrate)                                  | 14 993    | 0,95  | 1     |
| Nuovo Spirito Democratico (Fryma e Re Demokratike)                                            | 5 146     | 0,33  | –     |
| Sfida per l'Albania (Sfida per Shqiperine)                                                    | 3 546     | 0,22  | –     |
| Partito Repubblicano d'Albania (Partia Republikane Shqiptare)                                 | 3 225     | 0,20  | –     |
| Partito della Democrazia Sociale (Partia Demokracia Sociale)                                  | 2 473     | 0,16  | –     |
| Partito Cristiano Democratico d'Albania (Partia Kristian Demokrate e Shqipërisë)              | 2 421     | 0,15  | –     |
| Partito per il Futuro della Minoranza Greca (Minoriteti Etnik Grek për të Ardhmen)            | 2 287     | 0,14  | –     |
| Alleanza Popolare per la Giustizia (Aleanca Popullore per Drejtesi)                           | 1 505     | 0,10  | –     |
| Partito Comunista d'Albania (Partia Komuniste e Shqipërisë)                                   | 1 026     | 0,06  | –     |
| Altri <1.000 voti                                                                             | 2 589     | 0,16  | –     |
| Totale                                                                                        | 1 582 150 | 100   | 140   |

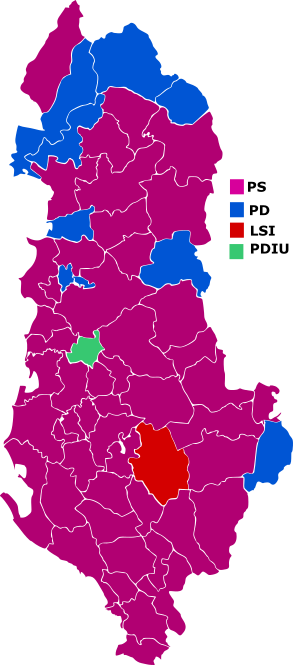
Maggioranza relativa secondo la divisione in municipalità

- Sono stati eletti all'interno del Partito Democratico d'Albania: un deputato del Partito Repubblicano (Fatmir Mediu); uno del Partito Cristiano Democratico d'Albania (Nard Ndoka) e uno del Partito dell'Unione per i Diritti Umani (Vangjel Dule).